# Francisco Pons Boigues
Francisco Pons Boigues  (geb. 1861 in Carcagente, Valencia; gest. 1899 ebenda) war ein spanischer Geisteswissenschaftler und Bibliothekar, der insbesondere für sein bio-bibliographisches Werk zu den arabisch-spanischen Historikern und Geographen (Historiadores y geógrafos arábigo-españoles, 1898) bekannt ist. Dieser Arbeit sollte eine gleichgelagerte über arabische Ärzte und Naturforscher folgen, die nicht veröffentlicht wurde.
Francisco Pons Boigues stammte aus bescheidenen Verhältnissen und hatte die Gelegenheit, am Seminar von Valencia zu studieren und den Arabisten Francisco Codera Zaidín (dem Herausgeber der Buchreihe Bibliotheca arabico-hispana) zu begegnen, der sein Lehrer wurde und auf dessen Rat er an der Philosophischen Fakultät in Madrid studierte. Er war ein Schüler von Marcelino Menéndez Pelayo und wurde 1885 lizenziert.

## Werke (Auswahl)
- Ensayo bio-bibliográfico sobre los historiadores y geógrafos arábigo-españoles. Establ. tip. de San Francisco de Sales, Madrid 1898 Digitalisat* (spätere Nachdrucke)